# Angelo Masini
Angelo Masini (Forlì, 28 novembre 1844 – Forlì, 28 settembre 1926) è stato un tenore italiano.

## Biografia
Nato a Forlì, Angelo Masini fu battezzato a Terra del Sole.
Di famiglia modesta, scoprì la vocazione per il canto fin da bambino. Costruì la propria voce tenorile grazie all'insegnamento della cantante Gilda Minguzzi Zoli, insegnante a Forlì.
Nel 1864 conobbe Annunziata Clabacchi, di umili origini, che sposò il 13 ottobre e dalla cui unione nacquero Francesco (1865) ed Edgardo (1870). Dopo il debutto, da ventitreenne, a Finale Emilia (nella Norma di Vincenzo Bellini), negli anni seguenti si segnalò a Bologna (nel Dom Sébastien di Gaetano Donizetti) e per il successo con l'Aida a Firenze nel 1874.
L'anno seguente trionfò con la tournée del Requiem di Giuseppe Verdi, che eseguì a Parigi, Londra e Vienna. Soprannominato il "Tenore angelico", cantò per sedici stagioni a Mosca e ventisette a San Pietroburgo.
L'ultima interpretazione fu nel 1905, ne Il barbiere di Siviglia di Gioachino Rossini.
Morì a Forlì il 28 settembre 1926.
È sepolto nel cimitero monumentale locale; nel Pantheon campeggia, insieme a quelli di Piero Maroncelli, Aurelio Saffi, Antonio Fratti e Fulcieri Paulucci di Calboli, un suo busto realizzato dallo scultore Mario Moschi nel 1941; sotto al ritratto è incisa l'epigrafe «Diede all’arte la luce del suo genio, all'agricoltura la tenace volontà, alla beneficenza la generosità del cuore».

## Dissero di lui
La voce pulitissima e il repertorio vastissimo (si parla di 107 ruoli) fecero di Angelo Masini uno dei sommi tenori della sua epoca. Giuseppe Verdi disse di lui: "È la voce più divina che abbia mai sentito: è proprio come un velluto".

## Intitolazioni
- Grazie a un suo generoso lascito, nel 1926 è stato fondato a Forlì l'Istituto Musicale che tutt'oggi porta il suo nome;
- Il teatro comunale di Faenza è a lui intitolato.

## Repertorio
| Ruolo                 | Titolo                  | Autore     |
| --------------------- | ----------------------- | ---------- |
| Fra Diavolo           | Fra Diavolo             | Auber      |
| Elvino                | La sonnambula           | Bellini    |
| Pollione              | Norma                   | Bellini    |
| Arturo Talbot         | I puritani              | Bellini    |
| Nadir                 | I pescatori di perle    | Bizet      |
| Faust                 | Mefistofele             | Boito      |
| Lenskij               | Eugenio Onegin          | Čajkovskij |
| Gennaro               | Lucrezia Borgia         | Donizetti  |
| Edgardo di Ravenswood | Lucia di Lammermoor     | Donizetti  |
| Poliuto               | Poliuto                 | Donizetti  |
| Fernando              | La favorita             | Donizetti  |
| Riccardo di Chalais   | Maria di Rohan          | Donizetti  |
| Don Sebastiano        | Don Sebastiano          | Donizetti  |
| Il Principe           | Rusalka                 | Dvořák     |
| Finn                  | Ruslan e Ljudmila       | Glinka     |
| Pery                  | Il Guarany              | Gomes      |
| Faust                 | Faust                   | Gounod     |
| Turiddu               | Cavalleria rusticana    | Mascagni   |
| Des Grieux            | Manon                   | Massenet   |
| Raul de Nagis         | Gli ugonotti            | Meyerbeer  |
| Corentin              | Dinorah                 | Meyerbeer  |
| Vasco da Gama         | L'africana              | Meyerbeer  |
| Faone                 | Saffo                   | Pacini     |
| Enzo Grimaldo         | La Gioconda             | Ponchielli |
| Conte d'Almaviva      | Il barbiere di Siviglia | Rossini    |
| Sinodal               | Il demone               | Rubinstein |
| Ernani                | Ernani                  | Verdi      |
| Duca di Mantova       | Rigoletto               | Verdi      |
| Alfredo Germont       | La traviata             | Verdi      |
| Don Alvaro            | La forza del destino    | Verdi      |
| Radamès               | Aida                    | Verdi      |
| Lohengrin             | Lohengrin               | Wagner     |
| Max                   | Il franco cacciatore    | Weber      |